# Pfarrkirche Sosa

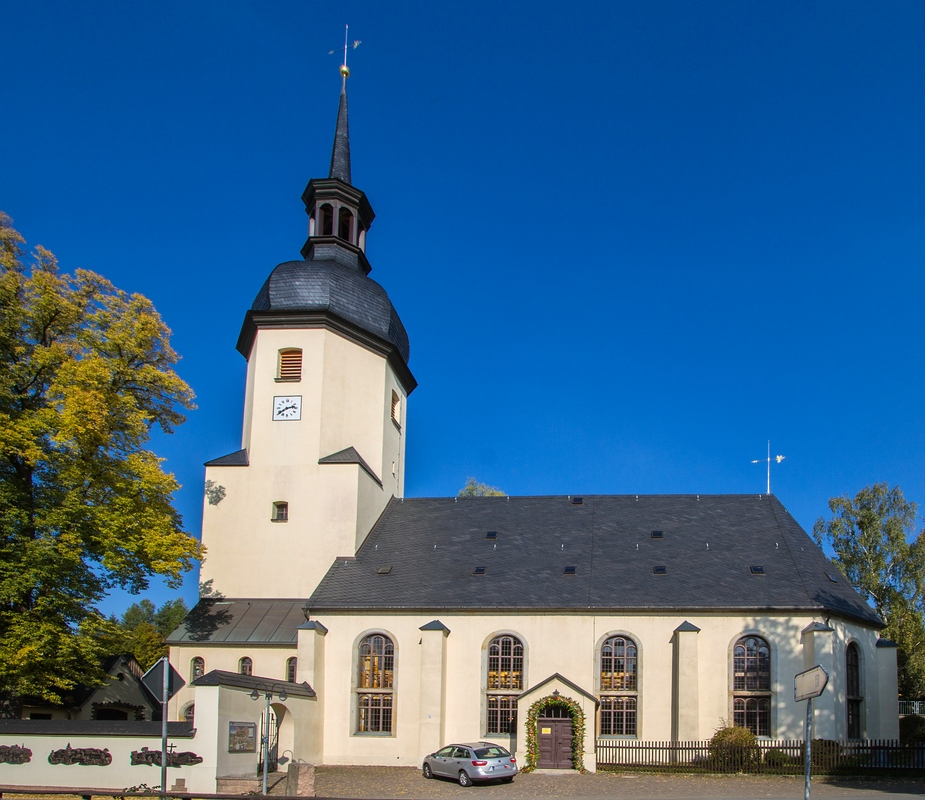
Pfarrkirche Sosa

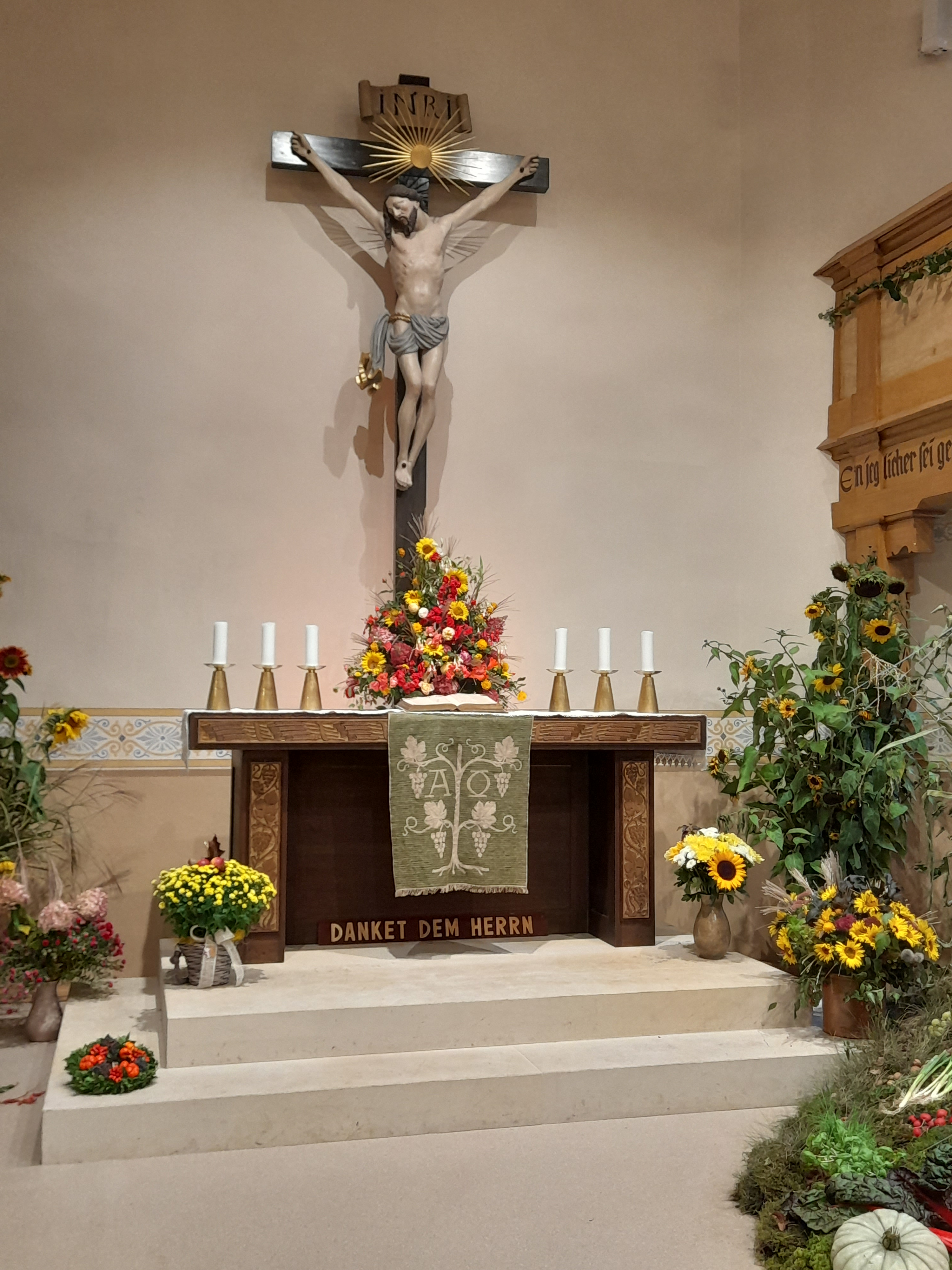
Altar zum Erntedankfest 2024

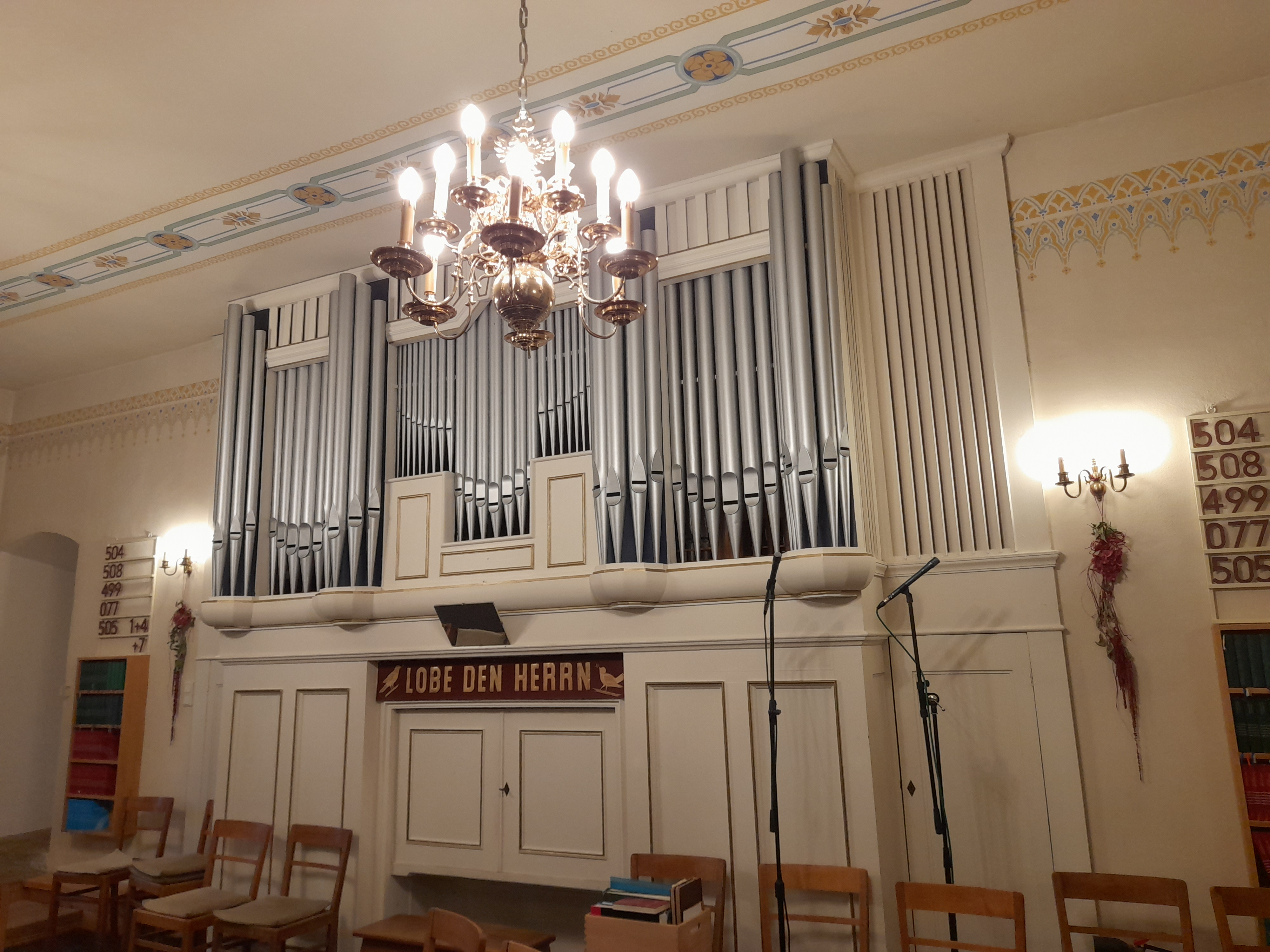
Orgel

Die evangelische Pfarrkirche Sosa ist eine barocke Saalkirche im Ortsteil Sosa von Eibenstock im Erzgebirgskreis in Sachsen. Sie gehört zur Kirchengemeinde Sosa im Kirchenbezirk Aue der Evangelisch-Lutherischen Landeskirche Sachsens.

## Geschichte und Architektur
Die Saalkirche unterhalb des Friedhofs an der entlang des Sosabaches verlaufenden Hauptstraße wurde in den Jahren 1616/17 an Stelle einer älteren Holzkirche erbaut; der Turm wurde in den Jahren 1692–1700 hinzugefügt; Treppenhäuser am Turm folgten erst in den Jahren 1873, schließlich die Sakristei im Norden in den Jahren um 1930. Umgestaltungen des Inneren erfolgten in den Jahren 1873 und um 1950, dabei wurde das mittlere Chorfenster zugesetzt; Restaurierungen wurden 1990 im Innern und 1993/94 (außen) vorgenommen.
Das Bauwerk ist ein verputztes Feldsteinbauwerk mit dreiseitig geschlossenem Chor, das durch Rundbogenfenster und Strebepfeiler gegliedert ist. Der Westturm ist über quadratischem Grundriss erbaut, das Glockengeschoss ist oktogonal mit einer welschen Haube und einer offenen Laterne mit Pyramidenspitze. Über dem Rundbogenportal am Westeingang ist eine Reliefplatte mit Schlägel und Bergeisen zwischen Palmwedeln und Initiale mit der Jahreszahl 1692 angebracht.

## Ausstattung
Der flachgedeckte Saal ist geprägt durch die Umgestaltungen des 19. und 20. Jahrhunderts; die schweren Emporeneinbauten stammen aus dem Jahr 1873. Die Brüstungen sind bemalt mit symbolischen Darstellungen der Zeit um 1950 aus dem Leben Christi; gleichzeitig wurde die Kanzel in die Nordempore eingefügt. Über dem Altar befindet sich ein lebensgroßes barockes Holzkruzifix des 17. Jahrhunderts. Die hölzerne Taufe zeigt eine schlanke Engelsfigur als Schalenträger; sie wurde von Franz Rädlein aus Weixdorf im Jahr 1953 geschnitzt.
Die Orgel war ursprünglich ein Werk Johann Gotthilf Bärmigs aus dem Jahr 1874, das von Jehmlich im Jahr 1955 mit 21 Registern auf zwei Manualen und Pedal erneuert wurde.
In der Sakristei sind in einer rundbogigen Wandnische die Schnitzfiguren des ehemaligen Altars aus einer Schneeberger Werkstatt angeordnet, die nach Inschrift an der Rückseite eine Stiftung des Sosaer Richters Georg Richter aus dem Jahr 1646 sind; sie zeigen eine Darstellung des Kalvarienbergs, mit fünf Kriegsknechten zu Füßen Christi, die seinen Mantel auslosen, sowie den Evangelisten Johannes und die drei Marien, dazu kniend das Stifterehepaar und sechs seiner früh verstorbenen Kinder im Taufkleid und mit einer Kerze in den gefalteten Händen.
Zwei Bergmannsaltarleuchter aus Zinn zeigen Darstellungen im Habit eines Häuers; im Sockel die Jahreszahl 1678. Dreizehn bergmännische, geschnitzte und gefasste Sargschilde in ovalem Lorbeerrahmen stammen aus der Zeit um 1733; dargestellt sind die Erschaffung der Erde, die Kreuzigung, Grablegung und die Auferstehung, die Himmelfahrt, das Jüngste Gericht, das Lamm Gottes und Christus mit der Siegesfahne (mit der Jahreszahl 1733) und Bergbau-Embleme. In der Turmstube befindet sich ein Ornatsschrank der Bergbruderschaft aus dem Jahr 1732.
Das dreistimmige Stahlglocken-Geläut von 1919 wurde 2009 im Rahmen einer umfassenden Turmsanierung durch neue Bronzeglocken ersetzt, die in der Glockengießerei Grassmayr (Innsbruck) gegossen wurden. Im Anschluss daran folgten die Erneuerung des Kirchendaches und Sanierungsarbeiten im Innenraum.